# Пистолет-пулемёт Дегтярёва
7,62-мм пистолеты-пулемёты образцов 1934, 1934/38 и 1940 годов системы Дегтярёва (индекс ГАУ — 56-А-133) — различные модификации пистолета-пулемёта (ПП), разработанного советским оружейником Василием Дегтярёвым в начале 1930-х годов. 
Первый пистолет-пулемёт, принятый на вооружение Красной Армии ВС Союза ССР. Пистолет-пулемёт Дегтярёва был достаточно типичным представителем первого поколения этого вида оружия. Использовался в Финской кампании 1939—40 годов, а также на начальном этапе Великой Отечественной войны. Имел сокращение — ППД.

## История
Первые работы по созданию пистолетов-пулемётов начались в СССР ещё в середине 1920-х годов. 27 октября 1925 года Комиссией по вооружению Красной армии была предусмотрена желательность вооружения подобным типом оружия младшего и среднего командного состава. 28 декабря 1926 года Артиллерийский комитет Артиллерийского управления РККА утвердил технические условия изготовления первых пистолетов-пулемётов.
После ряда неудачных опытов с использованием патрона 7,62×38 мм Наган, 7 июля 1928 года Артиллерийский комитет предложил принять для пистолетов и пистолетов-пулемётов патрон 7,63×25 мм Маузер, использовавшийся в популярном в СССР пистолете Маузер К-96. В пользу выбора этого патрона, помимо его высоких боевых качеств, говорило то, что производство 7,62-мм стволов как пистолетов, так и пистолетов-пулемётов можно было осуществлять на одном и том же технологическом оборудовании, причём унификация по каналу ствола с винтовкой Мосина позволяла использовать имевшееся оборудование и даже бракованные заготовки винтовочных «трёхлинейных» стволов. Кроме того, бутылочная форма гильзы повышала надёжность подачи из магазина.
В конце 1929 года Реввоенсоветом было постановлено, что пистолет-пулемёт, оценённый им как «мощное автоматическое оружие ближнего боя», будет в ближайшем будущем введён в систему вооружения РККА. Основным оружием советской пехоты, по решению Реввоенсовета, должна была стать современная самозарядная винтовка, а вспомогательным наряду с ней — пистолет-пулемёт. В том же 1929 году появился опытный 7,62-мм пистолет-пулемёт Дегтярёва.
В июне-июле 1930 года комиссия во главе с начдивом В. Ф. Грушецким проводила на Научно-испытательном оружейном полигоне испытания самозарядных пистолетов и опытных пистолетов-пулемётов под новые патроны (так называемый «Конкурс 1930 года»). Результаты этих испытаний оказались в целом неудовлетворительными, так что на вооружение ни один из представленных на него образцов принят не был. Тем не менее, его проведение помогло окончательно определиться с требованиям к новому виду оружия.
В 1931 году появился следующий вариант пистолета-пулемёта Дегтярёва, с полусвободным затвором иного типа, в нём замедление отхода затвора назад достигалось не перераспределением энергии между двумя его частями, а за счёт повышенного трения, возникающего между взводной рукоятью затвора и скосом в передней части выреза под неё в ствольной коробке, в который рукоять попадала после прихода затвора в крайне переднее положение, при этом сам затвор поворачивался вправо на небольшой угол. Этот образец имел ствольную коробку круглого сечения, более технологичную, и почти полностью закрытый деревянными накладками (вместо кожуха) ствол.
Наконец, в 1932 году появился ещё более упрощённый вариант, на этот раз получивший свободный затвор. В 1932—1933 годах, были разработаны и прошли полигонные испытания в общей сложности 14 образцов 7,62-мм пистолетов-пулемётов, в том числе — переделанные пистолеты-пулемёты Токарева, Дегтярёва и Коровина, а также вновь разработанные Прилуцкого и Колесникова. Наиболее удачными были признаны системы Дегтярёва и Токарева, но ППД оказался немного технологичнее и имел выгодный для этого вида оружия сравнительно невысокий темп стрельбы.
Ствольная коробка имела круглое сечение, а ствол почти полностью был закрыт деревянными накладками.
В 1933 году финский офицер Вилко Пентикяйнен передал Советскому Союзу чертежи автомата «Суоми».
Вопреки расхожему мнению, его конструкция с вакуумным замедлителем, а главное, вес (4,6 кг) не нашла своих последователей у советских оружейников.
Единственно, деревянная ложа сильно укоротилась, полностью обнажив ствол в кожухе и приемную горловину магазина.

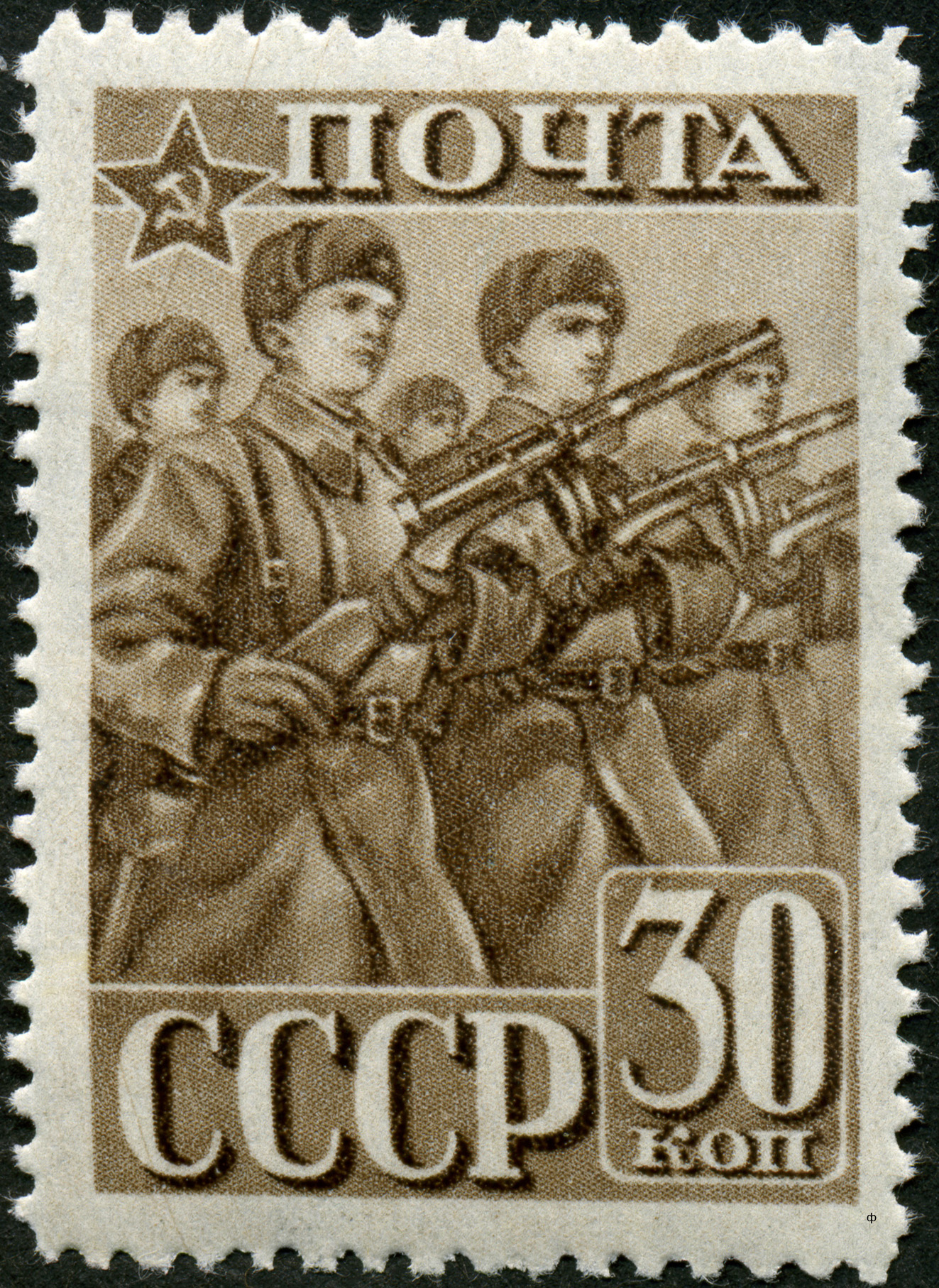
Марка СССР, 1941 г.

После доработки, в которой помимо Дегтярёва участвовали конструкторы Г. Ф. Кубынов, П. Е. Иванов и Г. Г. Марков, 23 января 1935 года он был утверждён ГАУ как образец для изготовления опытной партии (30 экземпляров), а 9 июля — принят на вооружение РККА под наименованием «7,62-мм пистолет-пулемёт образца 1934 года системы Дегтярёва (ППД)».
9 июля 1935 года приказом Народного комиссариата обороны СССР № 1043-1935 ППД был принят на вооружение начальствующего состава РККА. В том же году началось производство на Ковровском государственном заводе № 2 имени К. О. Киркижа.
Хотя Артиллерийское управление РККА настаивало на широком внедрении автоматического оружия под пистолетный патрон, в войсках образец ППД встретили крайне недоброжелательно. Большинством военных специалистов того времени, как в СССР, так и за рубежом, пистолет-пулемёт рассматривался как «полицейское», а при использовании армией — сугубо вспомогательное оружие. В соответствие с этими представлениями, а также ввиду достаточно низкой технологичности и неотработанности самого образца в массовом производстве, изначально он выпускался небольшими сериями и поступал преимущественно на вооружение командного состава РККА как замена револьверам и самозарядным пистолетам (рядовой же состав примерно в то же самое время начали перевооружать другим видом автоматического оружия, — автоматическими и самозарядными винтовками). В 1934 году Ковровский завод № 2 изготовил 44 экземпляра ППД, в 1935-м — всего 23, в 1936-м — 911, в 1937-м — 1291, в 1938-м — 1115, в 1939-м — 1700, в общей сложности — чуть более 5000 экземпляров.
Как видно из масштабов выпуска, пистолет-пулемёт Дегтярёва в первые годы своего выпуска всё ещё был по сути опытным образцом, на котором отрабатывались методики производства и применения нового оружия войсками. В 1935-37 годах ППД проходил расширенные войсковые испытания, выявившие ряд недостатков, и по их итогам в 1938-39 годах оружие было модернизировано: ложу в месте крепления магазина усилили за счёт введения приваренной к планке с его защёлкой металлической направляющей горловины (или «направляющей обоймы»), в результате чего увеличилась надёжность его примыкания, сами магазины стали взаимозаменяемы у различных экземпляров оружия, было усилено крепление прицела. В таком виде оружие получило обозначение «пистолет-пулемёт образца 1934/38 гг. системы Дегтярёва». Также его иногда обозначали как «2-й образец», а обр. 1934 года — «1-й образец».
Одновременно Артиллерийский комитет, опираясь на опыт конфликтов тех лет, таких, как Чакская война и Гражданская война в Испании, показывавших повышение роли пистолетов-пулемётов в современных боевых действиях, и анализ результатов войсковых испытаний, указал:
…необходимо ввести его [пистолет-пулемёт] на вооружение отдельных категорий бойцов РККА, пограничной охраны НКВД, пулемётных и орудийных расчётов, некоторых специалистов, авиадесантов, водителей машин и так далее.
Между тем, при попытках наращивания производства ППД проявилось то, что он был достаточно сложен конструктивно и технологически, весьма дорог в производстве, что препятствовало налаживанию его массового выпуска. В отчёте о производстве автоматического стрелкового оружия на предприятиях Наркомата вооружения за 1939 год утверждалось:
изготовление ППД следует вообще прекратить вплоть до устранения отмеченных недостатков и упрощения конструкции
При этом всё-таки предполагалось:
…разработку нового типа автоматического оружия под пистолетный патрон продолжить для возможной замены устаревшей конструкции ППД.
То есть, никакого отказа от пистолета-пулемёта как типа оружия, как это представляется в некоторых источниках, не намечалось, напротив — предполагалась разработка его более совершенного и пригодного для массового производства образца, которым предполагалось вооружить большое число военнослужащих.
10 февраля 1939 года руководство Артуправления во главе с маршалом Г. И. Куликом приняло решение о снятии ПДД с производства, изъятии имевшихся образцов из войск и сдаче их на склады. ППД был убран из производственной программы 1939 года, заказы заводам на его производство — аннулированы, а имевшиеся в РККА экземпляры сосредоточили на складах для лучшей сохранности на случай военного конфликта, — причём находящиеся на хранении пистолеты-пулемёты предписывалось «обеспечи[ть] соответствующим количеством боеприпасов» и «хранить в порядке» (там же). Некоторое количество ППД было использовано для вооружения пограничных и конвойных войск, иногда даже встречаются сообщения, что для этих целей сохранялось незначительное их производство. Некоторые авторы (А. В. Исаев) также увязывают снятие ППД с производства с развёртыванием выпуска другого вида автоматического оружия — самозарядной винтовки Токарева СВТ:
26 февраля 1939 года была принята на вооружение Красной Армии под названием 7,62-мм самозарядная винтовка системы Токарева обр. 1938 г. («СВТ-38»). Что характерно, именно в феврале 1939 г. было прекращено производство «ППД». Пожалуй, между этими двумя событиями — принятием на вооружение новой самозарядной винтовки и снятием с производства пистолета-пулемёта — прослеживается вполне очевидная связь. Причем связь не только тактическая, но и экономическая. Цена «СВТ» массовой серии была 880 рублей — намного меньше, чем пистолета-пулемёта Дегтярёва.
Между тем намеченные планы по созданию более совершенной замены ППД скорректировала начавшаяся через девять месяцев после изъятия пистолетов-пулемётов из строевых частей Зимняя война с Финляндией. Финны имели на вооружении в сравнительно малых количествах (не более нескольких процентов от общего количества стрелкового оружия) удачный пистолет-пулемёт Suomi системы А. Лахти, который, однако, весьма умело использовали, что в условиях тяжёлых боёв на Линии Маннергейма произвело большое впечатление на рядовой и командный состав РККА. Из участвующих в боевых действиях армейских частей стали приходить требования оснастить пистолетами-пулемётами «хотя бы одно отделение на роту».
Реальные массовость и эффективность применения финнами пистолетов-пулемётов в той войне до сих пор являются дискуссионными темами среди военных историков и публицистов; между тем, невозможно игнорировать тот факт, что именно в ходе войны с Финляндией в СССР было налажено массовое производство этого вида оружия и активизированы работы над созданием новых его образцов.
Сохранявшиеся на складах и имевшиеся у пограничников ППД были срочно переброшены частям, сражавшимся в Финляндии (в дополнение к и без этого имевшемуся в большом количестве автоматическому оружию иных типов), а в конце декабря 1939-го — через месяц после начала войны — по указанию Главного военного совета производство ППД было развёрнуто вновь, и 6 января 1940 года постановлением Комитета обороны усовершенствованный ППД вновь был принят на вооружение РККА.
С 22 января 1940 года все цехи и отделы, занятые производством ППД, перевели на трёхсменную работу. Между тем, как и отмечалось в процитированных выше довоенных отчётах, ППД ввиду особенностей технологического характера оказался малопригоден для выпуска крупными сериями, к тому же производство его обходилось весьма недёшево: один ППД с комплектом ЗИП обходился в 900 рублей в ценах 1939 года — при том, что ручной пулемёт ДП с ЗИП обходился в 1150 рублей. Поэтому в процессе развёртывания массового выпуска в его конструкцию были внесены изменения, направленные на технологическое упрощение, удешевление и ускорение производства. Обозначение «обр. 1934/38 гг.» при этом было сохранено, но по сути это было уже совершенно иное оружие, с основательно переработанной конструкцией и весьма отличавшимся от раннего варианта «34/38» внешним видом.

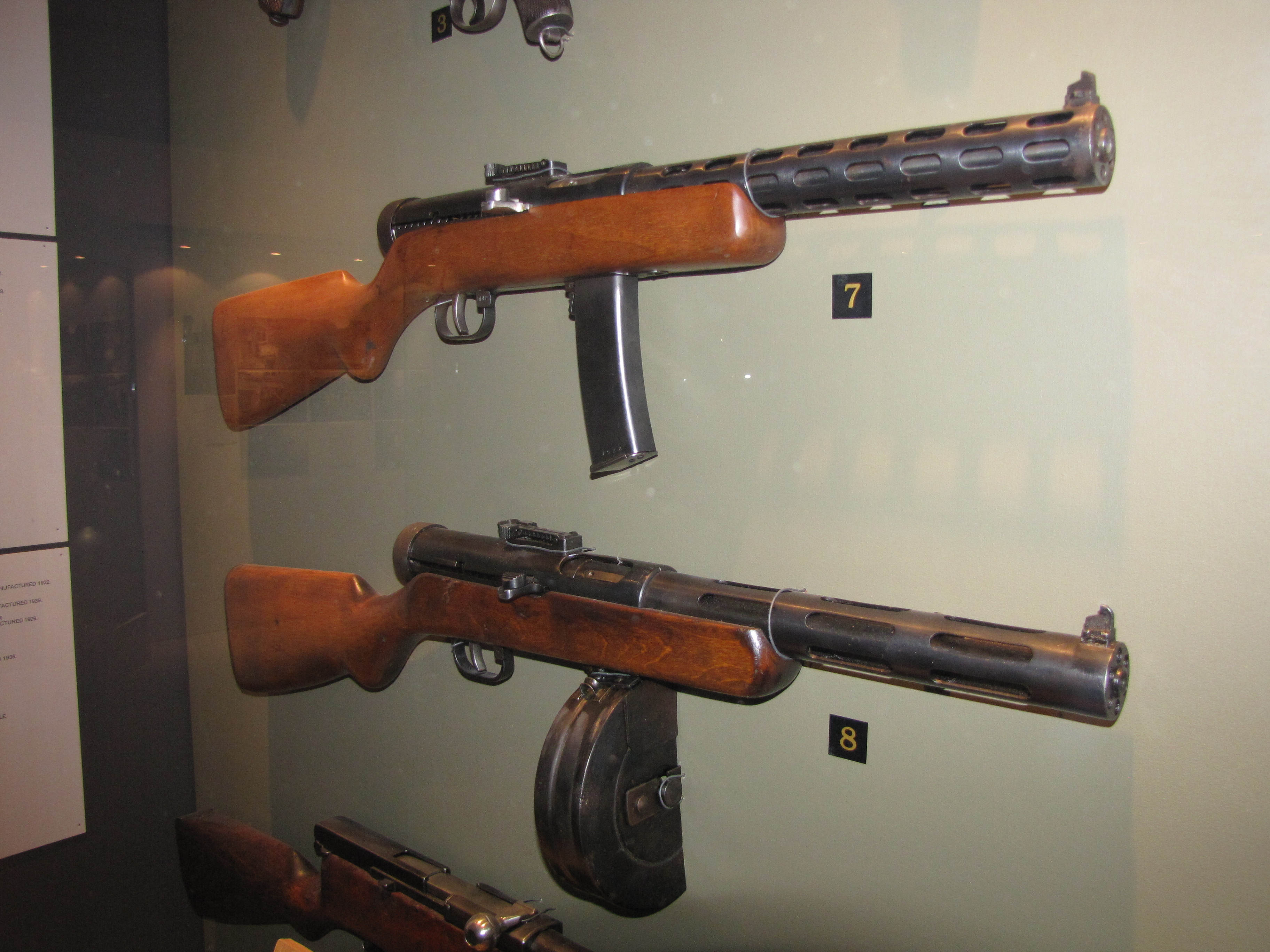
ППД обр. 1934/38 гг. раннего (сверху) и позднего (снизу) выпуска; хорошо виден барабанный магазин у второго образца.

В частности, изменилась форма вентиляционных отверстий в кожухе ствола (15 длинных вместо 55 коротких), появились неподвижно закреплённый в чашечке затвора боёк вместо отдельного ударника на оси, ствольная коробка из трубчатой заготовки вместо фрезерованной (объединённой в одну деталь с колодой прицела) у ранних моделей, упрощённый выбрасыватель с пластинчатой пружиной, упрощённая ложа, упрощённая, составленная из штампованных деталей, спусковая скоба вместо фрезерованной из цельной заготовки, упрощённый предохранитель, и так далее. Правда, практика показала, что упрощённый вариант затвора с неподвижным бойком ненадёжен и допускает задержки при стрельбе, и с 1 апреля 1940 года в производство был возвращён вариант с прежним отдельным ударником.
Кроме того, наряду с 25-патронным секторным магазином был введён барабанный магазин на 73 патрона, очень похожий по конструкции на таковой к финскому «Суоми» конструкции Коскинена. Сообщается, что И. А. Комарицкий, Е. В. Чернко, В. И. Шелков и В. А. Дегтярёв сконструировали барабанный магазин практически за неделю.
У него, однако, имелось одно важное отличие от финского прототипа. Советский ПП имел полноценную длинную деревянную ложу, внутри которой располагалась приёмная горловина магазина — в отличие от «Суоми», у которого короткая ложа доходила лишь до магазина, что позволяло вставлять его барабан непосредственно в разъём затворной коробки, без длинной горловины. В результате для ППД пришлось разработать оригинальный магазин, у которого нижняя часть была выполнена барабанной, а в верхней имелся отросток, на манер короткого коробчатого магазина, для возможности примыкания в рассчитанную на коробчатый магазин горловину. Для подачи из магазина последних 6 патронов в отросток служил специальный гибкий толкатель. Конструкция оказалась не вполне надёжна и иногда допускала заклинивание при подаче патронов, которое устранялось лишь при снятом с оружия магазине, тем не менее в условиях военных действий даже в таком виде модернизированное оружие было принято на вооружение в качестве временной меры. Более ёмкий магазин позволял использовать оружие в общевойсковом бою для отражения атаки противника на ближней дистанции, создавая на ней высокую плотность огня.
Совершенствование конструкции оружия продолжалось. 15 февраля 1940 года Дегтярёв представил модернизированный образец ППД, разработанный с участием конструкторов Ковровского завода С. Н. Калыгина, П. Е. Иванова, Н. Н. Лопуховского, Е. К. Александровича и В. А. Введенского. Он имел разрезную ложу из двух частей, расположенных до и после магазина и снабжённых предназначенными для его установки металлическими направляющими упорами, что позволило применить «нормальный» барабанный магазин, без отростка для установки в горловину. Ёмкость магазина без отростка сократилась до 71 патрона, но надёжность подачи существенно возросла. При этом использование в оружии секторных магазинов от ПП образца 1934 года стало невозможным — возврат к этому типу магазина произошёл намного позже, уже во время Великой Отечественной войны, по опыту эксплуатации в войсках ППШ, который показывал избыточность ёмкости барабанного магазина и его чрезмерную массу. Кроме того, часть выпуска имела кольцевой намушник для предохранения мушки.
Этот вариант был утверждён в производстве 21 февраля 1940 года Комитетом обороны при СНК и принят на вооружение как «пистолет-пулемёт образца 1940 года системы Дегтярёва». Его выпуск начался в марте того же года.

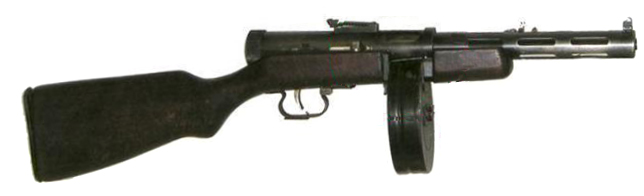
ППД-40 с разрезной ложей и новым магазином.

Всего за 1940 год было выпущено 81 118 ППД, что сделало его модификацию 1940 года наиболее массовой. Армия получила значительные количества этого вида оружия. На совещании высшего комсостава РККА в декабре 1940-го генерал-лейтенант В. Н. Курдюмов, описывая вероятный случай военных действий с Германией, давал следующий расчёт на наступательный бой советского стрелкового корпуса на оборону германской пехотной дивизии:
Наш наступающий корпус будет иметь в первом атакующем эшелоне 72 взвода, 2 880 штыков, 288 ручных пулемётов, 576 ППД… В среднем на 1 км фронта будет атакующих 2 888 человек против 78 человек обороны, пулемётов и пистолетов-пулемётов — 100 против 26…
ППД применялся в начале Великой Отечественной войны, но уже в конце 1941 года его сменил более совершенный, хотя и менее надёжный, зато куда более технологичный в производстве пистолет-пулемёт Шпагина, разработка которого была начата параллельно с развёртыванием массового выпуска ППД, в 1940 году. ППШ был изначально рассчитан на возможность производства на любом промышленном предприятии, имеющем маломощное прессовое оборудование, что оказалось весьма кстати в годы Великой Отечественной войны.

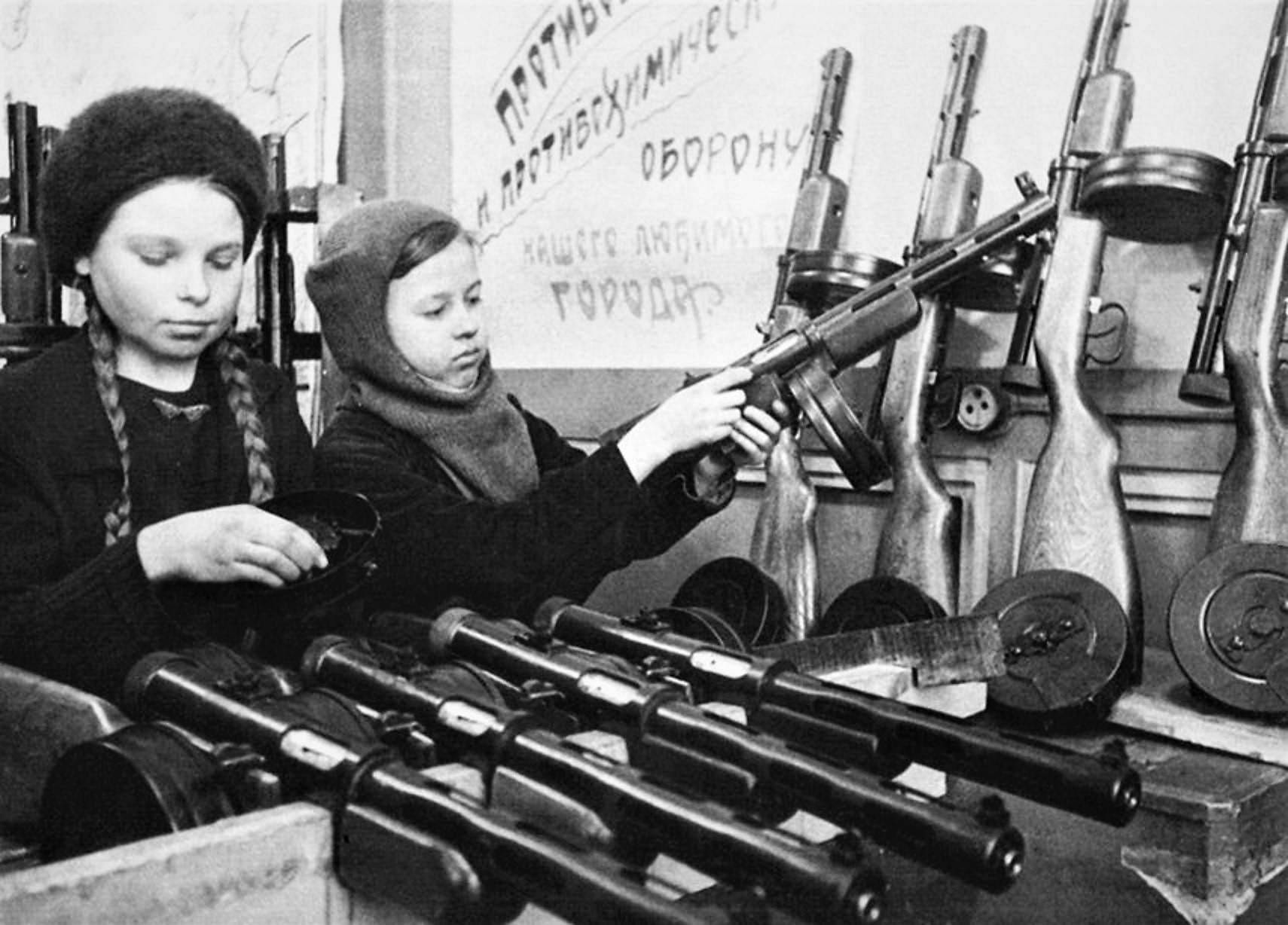
Пятнадцатилетние девушки Нина Николаева и Валя Волкова собирают пистолеты-пулеметы ППД. Ленинград, декабрь 1942 года

Между тем, производство ППД в начальный период войны временно восстановили в Ленинграде на Сестрорецком инструментальном заводе имени С. П. Воскова и, с декабря 1941, на заводе имени А. А. Кулакова. Кроме того, на Ковровском заводе в опытном цехе из имевшихся деталей вручную собрали ещё около 5000 ППД. Всего в 1941—1942 годах в Ленинграде изготовили 42 870 ППД — так называемый «блокадный выпуск», «блокадники», они шли на вооружение войск Ленинградского и Карельского фронтов. Многие ППД ленинградского производства имели вместо секторного прицела упрощённый откидной, упрощённой формы предохранитель и ряд других незначительных отличий.
Впоследствии на тех же производственных мощностях велось производство более совершенного и технологичного пистолета-пулемёта Судаева.
Как ни парадоксально, «нетехнологичный» в заводских условиях ППД массово производился в кустарных мастерских воинских частей и партизанских отрядов. Этому способствовала особенность конструкции, в промышленных условиях мешавшая массовому производству. ППД состоял из труб различного диаметра и если на заводах их получение было сложным и затратным делом, то кустари использовали готовые заготовки из оружейных стволов, автозапчастей и даже водопроводных труб. Помимо самого ППД, кустарное производство оружия вызвало к жизни множество образцов самодельных пистолетов-пулемётов на основе его автоматики, но при этом серьёзно отличавшихся от оригинала.

## Конструкция и характеристики
С точки зрения устройства и принципа действия ППД представлял собой типичный образец пистолетов-пулемётов первого поколения, создававшихся в основной массе по образцу немецких MP18, MP28 и «Рейнметалл» MP19. Действие автоматики было основано на использовании энергии отдачи свободного затвора. Основные детали оружия, как и у всех образцов того времени, были выполнены на металлорежущих станках, что и обусловило малую технологичность в массовом производстве и высокую стоимость.

### Ствол и ствольная коробка
Ствол пистолета-пулемёта Дегтярёва — нарезной, имеет четыре нареза, вьющихся слева вверх направо. Калибр, определяемый как расстояние (по диаметру) между двумя противоположными полями нарезов, равен 7,62 мм. В своей казённой (задней) части внутренний канал ствола имеет патронник с гладкими стенками, выполненный по форме патрона и служащий для его помещения при выстреле. Снаружи ствол имеет слегка конусную гладкую поверхность с кольцевым выступом и резьбой в казённой части для соединения со ствольной коробкой (коробом-кожухом), а также выемкой для зуба выбрасывателя.
Ствольная коробка (в Наставлении она именуется «коробом-кожухом», по аналогии с коробом пулемёта) служит для соединения частей оружия в единое целое. Спереди к ней на резьбе присоединяется перфорированный кожух ствола, служащий для предохранения рук стрелка от ожога о нагретый ствол, а ствола — от механических повреждений при ударах и падениях оружия.

### Затвор
Состоит из: остова затвора; рукоятки затвора; ударника с осью; бойка; выбрасывателя с пружиной; совмещённого с рукояткой предохранителя с гнетком и пружиной.
Остов затвора имеет близкую к цилиндрической форму, с вырезами спереди-внизу для прохода губок магазина; внутри и снаружи он содержит: чашечку затвора для помещения шляпки гильзы; отверстие для выхода бойка; пазы для выбрасывателя и его пружины; гнездо для ударника; отверстия для оси ударника; фигурный выем для прохода над приёмником магазина; паз для прохода отражателя; паз, задняя стенка которого служит боевым взводом; скос на задней стенке для облегчения движения назад; отверстие для шпильки рукоятки; паз для рукоятки затвора; направляющие венчики.
Для возврата затворной группы в крайнее переднее положение служит возвратный механизм, состоящий из возвратно-боевой пружины и затыльника с направляющим стрежнем, навинчивающегося сзади на задний срез ствольной коробки.

### Спусковой и ударный механизмы
Спусковой механизм пистолета-пулемёта размещён в отдельной спусковой коробке, хвост которой при сборке оружия надевается на выступ короба и закрепляется шпилькой. Он обеспечивает ведение огня одиночными выстрелами или очередями. Для переключения режима огня в спусковом механизме имеется соответствующий переводчик, выполненный в виде расположенного перед спусковой скобой флажка. На одной стороне флажка нанесена цифра «1» или надпись «один» — для одиночной стрельбы, на другой — число «71» или надпись «непр.» — для стрельбы автоматическим огнём.
На большей части выпуска ППД капсюль патрона разбивался отдельно установленным в затворе ударным механизмом ударникового типа; ударник срабатывал после прихода затвора в крайне переднее положение.
Предохранитель был расположен на взводной рукоятке и имел вид сдвижной фишки, передвинув которую в поперечном направлении в сторону продольной оси оружия можно было заблокировать затвор в переднем или заднем (взведённом) положении. Несмотря на свою ненадёжность, особенно в изношенном состоянии, впоследствии он благополучно «перекочевал» и на более поздний ППШ, более того, очень похожий использовался даже на части выпуска немецкого MP40.

### Магазин
Питание патронами во время стрельбы производится из отъёмного двухрядного секторного магазина ёмкостью 25 патронов, который при стрельбе мог использоваться в качестве рукоятки. Для позднего варианта обр. 1934/38 гг. был введён барабанный магазин на 73 патрона, а для обр. 1940 г. — на 71 патрон.

### Прицельные приспособления
Прицельные приспособления, состоящие из секторного прицела и мушки, были рассчитаны на ведение огня на дальность от 50 до 500 м. Реально последняя цифра для ППД, как и любого ПП тех лет, была запредельной, но сравнительно высокая мощность патрона и удачная баллистика малокалиберной пули вполне позволяли опытному стрелку одиночным огнём поразить врага на дистанции до 300 м, в отличие от большинства тогдашних ПП, выполненных под менее мощный и имевший худшую баллистику патрон 9×19 мм «Парабеллум». Автоматический огонь был эффективен на дистанции до 200 м.

### Принадлежность к пистолету-пулемёту
На каждый пистолет-пулемёт полагалась принадлежность, состоявшая из: шомпола с ручкой и двумя звеньями с протиркой; отвёртки; выколотки; ёршика; маслёнки с двумя отделениями — для смазочного масла и щёлочного состава для чистки стволов.

## Кучность боя и эффективность огня
| 100 | 11 | 14 |
| 200 | 23 | 35 |
| 300 | 37 | —  |
| 500 | 70 | —  |

Огонь ППД признавался эффективным до 300 м при стрельбе одиночными выстрелами, до 200 — при стрельбе короткими очередями и до 100 — непрерывным огнём. Далее 300 м надёжное поражение цели обеспечивало ведение сосредоточенного огня из нескольких пистолетов-пулемётов. Убойная сила пули сохранялась на дистанциях до 800 м.
Соответственно, в качестве основного вида огня, был установлен огонь короткими очередями, а на дистанциях менее 100 м в критический момент допускалось ведение непрерывного огня магазинами, но не более 4-х подряд во избежание перегрева.

## Проект глушителя
В июне 1942 года состоялись полигонные испытания экспериментального варианта ППД-«БраМит» с интегрированным глушителем типа «БраМит». Предпосылками для проведения испытаний стали захваченные в качестве трофеев немецкие EMP-35, которые принадлежали диверсионным отрядам из подразделения «Бранденбург-800». В качестве патрона использовался пистолетный патрон 7,62 × 25 мм ТТ с лёгкой винтовочной пулей «Л», обладавшей дозвуковой скоростью. По результатам испытаний ГАУ РККА рекомендовала не принимать образец на вооружение, посчитав, что глушение звука выстрела может обеспечиваться винтовками Мосина и ручными пулемётами ДП, с которыми номинально был совместим глушитель, а принятие такого образца заставило бы провести переделки штатных ППД.

## Эксплуатация и боевое применение
- СССР
- Вторая Испанская Республика — после начала в 1936 году войны в Испании, некоторое количество ППД-34 было поставлено из СССР для правительства Испанской республики[10].
- Финляндия — 173 шт. ППД-34 и ППД-34/38 были захвачены в ходе советско-финской войны и использовались в финской армии под наименованием 7,63 mm kp M/venäl.
- Третий рейх — трофейные ППД-34/38 поступали на вооружение вермахта, СС и иных военизированных формирований нацистской Германии и её сателлитов под наименованием Maschinenpistole 715(r), а ППД-40 — под наименованием Maschinenpistole 716(r).
- некоторое количество ППД, в основном ППД-40[11], использовалось вооружёнными формированиями УПА[к. 4].
- Югославия — поставки ППД-40 для Народно-освободительной армии Югославии начались 15 мая 1944 года, до 15 ноября 1944 года поставлено 5456 шт., после войны оставался на вооружении Югославской Народной Армии под наименованием Automat 7.62 mm PPD M40(s)[13].
- В мае 2014 года было отмечено наличие нескольких единиц ППД у бойцов[каких?] в Донецкой области Украины[14].
- в октябре 2017 года на оружейной выставке «Зброя та безпека-2017» в Киеве украинской фирмой Automatic был представлен демонстрационный образец самозарядного варианта ППД-38 (с изменённым ударно-спусковым механизмом, допускающим ведение огня только одиночными выстрелами), сертифицированный в качестве гражданского охотничьего карабина[15]

### Комментарии
1. ↑  В декабре 1942 г. из-за сложности конструкции ППД был снят с вооружения РККА и его производство было прекращено[1].
2. ↑  Под этим обозначением существовало два существенно различающихся между собой варианта оружия, см. ниже.
3. ↑  Штатная организация предусматривала 72 пистолета-пулемёта на полк (2594 человека) финской армии, что составляло 3 %. Чуть больше пистолетов-пулемётов было в так называемых sissi-батальонах: вместо двух на взвод sissi-батальоны получали четыре пистолета-пулемёта «суоми» по причине отсутствия в батальонах, предназначенных для маневренных действий, станковых пулемётов. Все рассказы о ротах или батальонах финнов, поголовно вооружённых автоматами «суоми», — это чистейшей воды вымысел[5].
4. ↑  8 августа 1943 года на одном из хуторов в Бродовских лесах партизаны из отряда Д. Н. Медведева — санитарка Наташа Богуславская, лейтенант Валентин Шевченко, бойцы Корень и Дроздов забрали со склада сотни УПА под командованием «Ворона» и вывезли на подводе всё находившееся на складе оружие (среди которого был один пистолет-пулемёт ППД)[12]